# Plebejus andreas
Plebejus andreas är en fjärilsart som beskrevs av Franz Dannehl 1925. Plebejus andreas ingår i släktet Plebejus och familjen juvelvingar. Inga underarter finns listade i Catalogue of Life.